# Allondans
Allondans – miejscowość i gmina we Francji, w regionie Burgundia-Franche-Comté, w departamencie Doubs.
Według danych na rok 1990 gminę zamieszkiwało 179 osób, a gęstość zaludnienia wynosiła 35 osób/km² (wśród 1786 gmin Franche-Comté Allondans plasuje się na 565. miejscu pod względem liczby ludności, natomiast pod względem powierzchni na miejscu 798.).